# Кубок Лівану з футболу 2020—2021
Кубок Лівану з футболу 2020—2021 — 48-й розіграш головного кубкового футбольного турніру у Лівані. Титул володаря кубка здобув Аль-Ансар.

## Календар
| Раунд      | Дата              | Матчі | Клуби  |
| ---------- | ----------------- | ----- | ------ |
| 1/8 фіналу | 28-30 квітня 2021 | 8     | 16 → 8 |
| 1/4 фіналу | 4 травня 2021     | 4     | 8 → 4  |
| 1/2 фіналу | 8 травня 2021     | 2     | 4 → 2  |
| Фінал      | 12 травня 2021    | 1     | 2 → 1  |

## 1/8 фіналу
| Команда 1                 | Рахунок      | Команда 2                |
| ------------------------- | ------------ | ------------------------ |
| 28 квітня 2021            |              |                          |
| Аль-Ахед                  | 3:0          | Аль-Тадамон (Тір)        |
| 29 квітня 2021            |              |                          |
| Бурдж                     | 0:0 пен. 5:4 | Спортінг (Бейрут) (2)    |
| Аль-Ансар                 | 6:1          | Аль-Ахлі (Набатія) (2)   |
| Шабаб Аль-Газіех          | 2:1          | Ісла Бордж Аль-Шмалі (2) |
| Триполі                   | 1:3          | Неджмех                  |
| 30 квітня 2021            |              |                          |
| Аль-Акхаа Аль-Ахлі (Алей) | 0:0 пен. 4:1 | Сагессе (2)              |
| Сафа Бейрут               | 1:0          | Салам (Згарта)           |
| Шабаб Бурдж               | 2:1          | Шабаб Аль-Сахель         |

## 1/4 фіналу
| Команда 1     | Рахунок | Команда 2                 |
| ------------- | ------- | ------------------------- |
| 4 травня 2021 |         |                           |
| Бурдж         | 4:1     | Аль-Акхаа Аль-Ахлі (Алей) |
| Аль-Ансар     | 2:1     | Шабаб Аль-Газіех          |
| Аль-Ахед      | 0:1     | Неджмех                   |
| Сафа Бейрут   | 1:0     | Шабаб Бурдж               |

## 1/2 фіналу
| Команда 1     | Рахунок | Команда 2   |
| ------------- | ------- | ----------- |
| 8 травня 2021 |         |             |
| Бурдж         | 0:2     | Аль-Ансар   |
| Неджмех       | 4:0     | Сафа Бейрут |

## Фінал
| Команда 1      | Рахунок      | Команда 2 |
| -------------- | ------------ | --------- |
| 12 травня 2021 |              |           |
| Аль-Ансар      | 1:1 пен. 3:1 | Неджмех   |